# عبد الرازق الشابي
عبد الرزاق الشابي (من مواليد 9 فبراير 1962) هو مدرب كرة قدم تونسي ولاعب سابق في النجم الرياضي الساحلي. الشابي يشغل منصب المدير الحالي لنادي الدوري السعودي للمحترفين أبها.  

## حياته المهنية
قضى الشابي كامل مسيرته في اللعب مع نجم الساحل وظهر لأول مرة في أوائل الثمانينيات. تقاعد عام ١٩٩٠ وأصبح مساعد مدير عام ١٩٩٠. فاز في عام ١٩٩٥ بكأس CAF عام كمدير مساعد للمدرب البرازيلي دوترا.  تم تعيينه مديرًا لمركز حمام سوسة في عام ٢٠٠١ قبل أن ينتقل إلى قطر لإدارة الريان في عام ٢٠٠٢.
في ٢٦ ديسمبر ٢٠٠٤، تم تعيين الشابي مديراً لشركة الجبلين. سيكون هذا هو الأول من بين العديد من الأندية السعودية التي سيتولى مسؤوليتها.  انتهت مباراته الأولى بخسارة ١-٢ أمام الرائد في ٢٩ ديسمبر ٢٠٠٤. في موسمه الأول، قاد الشابي الجبلين إلى المركز التاسع بفارق ٩ نقاط بعيدا عن الاستبعاد. تم تجديد عقد الشابي لسنة أخرى في 13 أغسطس 2005.  في موسمه الثاني، تمكن الجبلين من احتلال المركز السابع بفارق نقطتين عن الموسم الماضي. في ٢٩ أبريل ٢٠٠٦، أعلنت الأنصار أنها عينت الشابي مديرًا جديدًا لها.  في ٢٣ فبراير ٢٠٠٧، أقيل الشابي بعد سلسلة من ١٠ مباريات في الدوري دون فوز.  كما قاد النادي إلى نهائي كأس الأمير فيصل خسارته أمام الرائد في النهائي. في ٧ مارس ٢٠٠٧، عاد الشابي إلى الجبلين بعقد استمر حتى نهاية الموسم.  الشابي تمكن من إنقاذ النادي من الهبوط وأنهى المركز ١٢ بفقط نقطتين فوق منطقة الهبوط.
في ١٠ نوفمبر ٢٠٠٧، أعلن نادي الفيصلي عن التعاقد مع الشابي بعقد استمر حتى نهاية الموسم.  في ١٧ يناير ٢٠٠٨، خلال جلسة تدريبية، أصيب الشابي بأحد أربطة قدمه وخضع لعملية جراحية.  في ١٦ فبراير ٢٠٠٨، استقال الشابي من منصب مدرب الفيصلي بسبب عملية إعادة تأهيله.  في ٣ أكتوبر ٢٠٠٨، وقع الشابي عقدًا لمدة عام واحد لإدارة القادسية.  في٧ مايو ٢٠٠٩، قاد الشابي القادسية للفوز بلقب الدوري السعودي الأول ٢٠٠٨-٠٩ والترقية إلى دوري المحترفين.  على الرغم من قيادته للنادي إلى الصعود، لم يتم تجديد عقده في نهاية الموسم. في ٣١ مايو ٢٠٠٩، وقع الشابي عقدًا لتدريب فريق نادي التعاون.  في ١ يناير ٢٠١٠، أقال التعاون الشابي بعد سلسلة من ست مباريات في الدوري من دون أي فوز.  في ٥ يناير ٢٠١١، وقع الشابي عقدًا لمدة ستة أشهر مع فريق الخليج.  في ٢٢ أكتوبر ٢٠١١، أعلن الوطني الشابي مديرا جديدا له حتى نهاية الموسم.  في ٢٠ آذار / مارس ٢٠١٢، أقال الوطني الشابي.  في ٢٦ نوفمبر ٢٠١٢، عاد الشابي إلى تونس لإدارة وفاق حمام سوسة. في ١٠ يناير ٢٠١٣، استقال من منصب المدير بسبب خلافات مع مجلس الإدارة. 
في ٦ فبراير ٢٠١٣، عاد الشابي إلى المملكة العربية السعودية لإدارة فريق[ سدوس حتى نهاية الموسم. على الرغم من بذل قصارى جهده، لم يستطع الشابي منع سدووس من الهبوط إلى الدرجة الثانية. في ٧ أغسطس ٢٠١٣، عاد الشابي لإدارة القادسية.  في ١١ فبراير ٢٠١٤، أقيل الشابي.  في ٢٨ فبراير ٢٠١٤، حل الشابي محل المدرب المصري محمد صلاح مديرا لنادي الوحدة حتى نهاية الموسم.  في ١٣ نوفمبر ٢٠١٤ وقع الشابي عقدا حتى نهاية الموسم مع الفيحاء ليحل محل زميله المدرب التونسي أحمد اللبيض.  ف. تمكن الشابي من إبعاد الفيحاء عن الهبوط إلى درجة ثانية وحصل على المركز ١١. لم يتم تجديد عقده في نهاية الموسم.
في ١٨ ديسمبر ٢٠١٥، تم تعيين الشابي مديراً لفريق مدينة الرياض. وفاز الرياض بمباراة واحدة فقط من أصل ١٤ حصل على أدنى ترتيب. ورغم كل ما بذله من جهود، لم يستطع الشابي منع هبوط الرياض إلى الدرجة الثانية. في ٢٩ نوفمبر ٢٠١٦، تم تعيين الشابي مديراً لفريق مدينة القيصومة.  في ٢ يوليو ٢٠١٧، جدد الشابي عقده مع القيصومة لمدة عام آخر.  في ١٣ يونيو ٢٠١٨، تم تعيين الشابي مديراً لفريق مدينة أبها.  في ١١ مايو ٢٠١٩، قاد الشابيي أبها للفوز بأول لقب MS League وترقيته إلى دوري المحترفين.  في 9 مايو ٢٠١٩، جدد الشابي عقده مع أبها لسنة أخرى.  في ١١ فبراير ٢٠٢٠، جدد عقده مع النادي لمدة عام آخر. 

## جوائز

### لاعب
نجم الساحل
- الدوري الاحترافي التونسي 1 : 1985–86، 1986–87
- كأس تونس : 1980-81 و 1982-83
- كأس السوبر التونسي : 1986، 1987

### مدير
القادسية
- الدوري السعودي الأول : 2008-09

أبها
- دوري MS : 2018-19